# Kosovo Polje
Kosovo Polje (albánsky Fushë Kosovë, srbsky Косово Поље / Kosovo Polje) je město a opština v Kosovu. Nachází se jihozápadně od hlavního města Prištiny v Prištinském okruhu. Je významným silničním a železničním uzlem. Administrativně je sídlem vlastní opštiny. Podle sčítání lidu z roku 2011 ve městě bydlí asi 13 000 obyvatel, zatímco celá stejnojmenná opština má 34 000 obyvatel. 

## Poloha
Město leží v přirozeném centru Kosova, cca 7 km jihozápadně od Prištiny v rovinaté krajině. Západně od obce protéká řeka Sitnica, do ní se vlévá řeka Prištevka, která teče jižně od obce.

## Historie
Obec vznikla v roce 1864, ještě jako součást Osmanské říše. Turci sem dosídlili čerkeské obyvatelstvo, které se odsud postupně rozestěhovalo do dalších krajů Kosova.
V roce 1921 sem v souvislosti s programem vysílání jugoslávských kolonistů na území Kosova byli vysíláni dosídlenci. Na Kosovo Pole přišli lidé z Liky, Sremu, Banátu, údolí řeky Morači, Bosny, Niše a dalších oblastí tehdejšího království. Samotné sídlo se rozvíjelo podél hlavní silnice, která tvoří přivaděč od místního nádraží k samotné Prištině. K ní byly budovány kolmé boční ulice. Nikdy tak nemělo vlastní náměstí ani přirozenou strukturu srovnatelnou s jinými sídly v regionu. Původní název Priština-Stanica se v roce 1937 změnil v souvislosti s otevřením trati do Peće na současné Kosovo Polje. V roce 1940 zde byl zbudován kostel sv. Mikuláše (srbsky Sveti Nikola). 

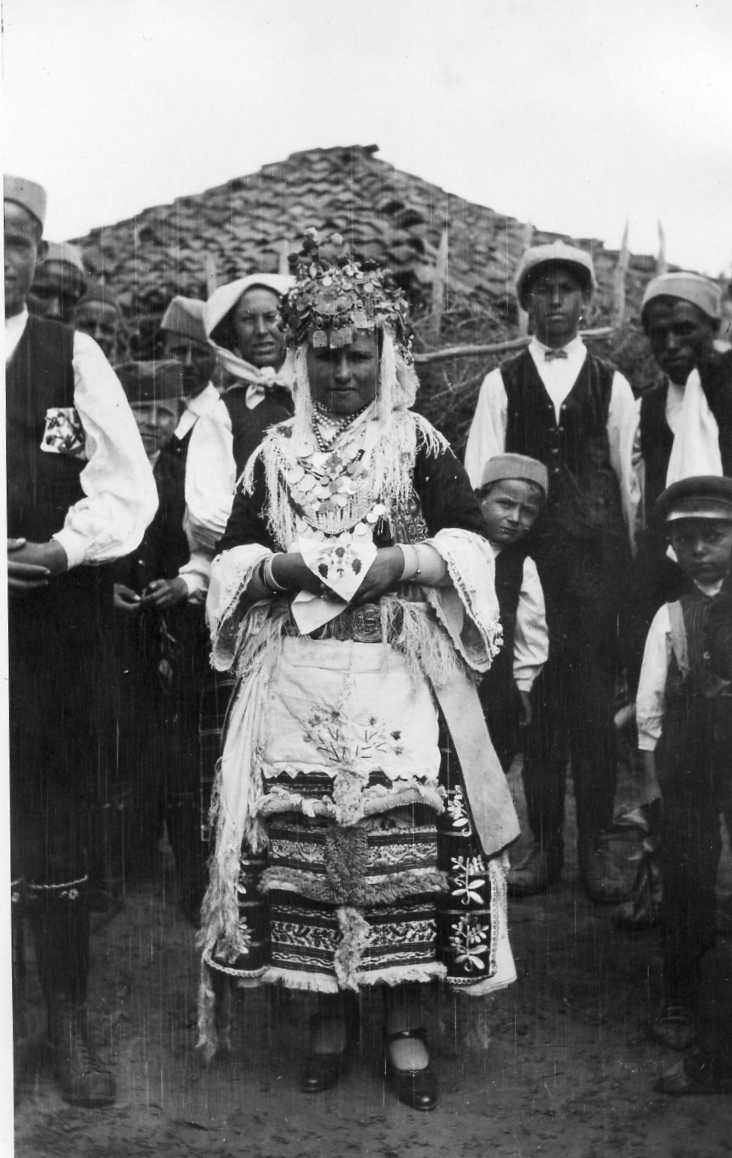
Rodina z Kosovo Polje v 30. letech 20. století.

Po skončení druhé světové války se vlivem urbanizace Kosova do obce, která byla většinově srbská, začali přistěhovávat Albánci, jejichž počet se v poměru k srbskému obyvatelstvu postupně zvětšoval. Rozvoj města probíhal především po druhé světové válce. V roce 1954 získalo Kosovo Polje elektrickou energii a bylo připojeno na vodovodní síť. V dobách existence socialistické Jugoslávie se zde nacházel velký textilní závod, který zaměstnával 1,2 tisíce lidí. Průmysl se rozvíjel hlavně při místní železniční stanici, kde stojí dnes i radnice. 
Město v této době na rozdíl od celého okolí Prištiny nepřivádělo vodu z nedalekého Batlavského jezera, ale z vodní nádrže v obci Kuzmin. 
V roce 1986 sepsali místní Srbové petici proti albánskému nacionalismu a vydali ji v místních novinách. V roce 1987 město navštívil Slobodan Milošević, který zde pronesl do televize větu Nikdo vás nesmí bít (srbochorvatsky Niko ne sme da vas bije), kterou reagoval na napjatou situaci mezi místními Srby a Albánci. Do války v Kosovu byla obec osídlena většinově srbským obyvatelstvem.
V roce 1991 měla obec 16 154 obyvatel. Nacházely se zde dvě základní školy a gymnázium.
Před vypuknutím války zde byl zabit starosta města, Zvonko Bojanić, což ohrozilo již těžké příměří mezi tehdy znesvářenými stranami.
Během války v Kosovu zde bojovníci Kosovské osvobozenecké armády popravili starostu města srbské národnosti. Konflikt způsobil značné škody; vedl k vystěhování srbského obyvatelstva z města. Zničeny byly místní knihovny a poškozena infrastruktura. Po válce zde docházelo k častým výpadkům elektrické energie, vzniku černých staveb a nelegálním odběrům elektřiny.
V roce 2011 zde žilo 12 919 obyvatel. Drtivá většina z nich je albánské národnosti. Do války v letech 1998–1999 žila v Kosovu Polji srbská menšina, která představovala cca 25 % obyvatel města. Ta byla během konfliktu buď vyhnána, nebo dobrovolně odešla.[zdroj?] V roce 2004 zde byly zničeny oba pravoslavné kostely. Později byly obnoveny (dnes zde stojí kostel sv. Mikuláše a kostel sv. Kateřiny). Odešli rovněž i místní Romové.
Na počátku 21. století se uvažovalo o zřízení náměstí, neboť Kosovu Polji veřejné prostranství chybí. Vzhledem k růstu počtu obyvatel sídla nahradila v některé části města původní menší domy i bloková zástavba. Stavělo se do jisté míry živelně, bez většího plánování a podél dalších silnic, které do obce směřují. Je zde vysoká poptávka po bydlení. Díky blízkosti Prištiny a vysoké míře individuální dopravy byly v okolí postaveny různé rychlostní komunikace, např. v lokalitě Bresje jižně od města. Rychlá výstavba se nese ale ruku v ruce s rostoucími negativními dopady divoké urbanizace, kterou jsou např. černé skládky, v okolí vznikající.

## Obyvatelstvo
Město Kosovo Polje mělo dle sčítání lidu v roce 2011 celkem 12 919 obyvatel, kteří byli dle národnostní struktury následujícím způsobem rozděleni: 12 295 (95,17 %) Kosovští Albánci , 462 (3,58 %) Romové, 48 Srbové, 42 Turci, 18 Bosňáci a 15 Gorané. 27 lidí uvedlo ještě nějakou další národnost.

## Kultura

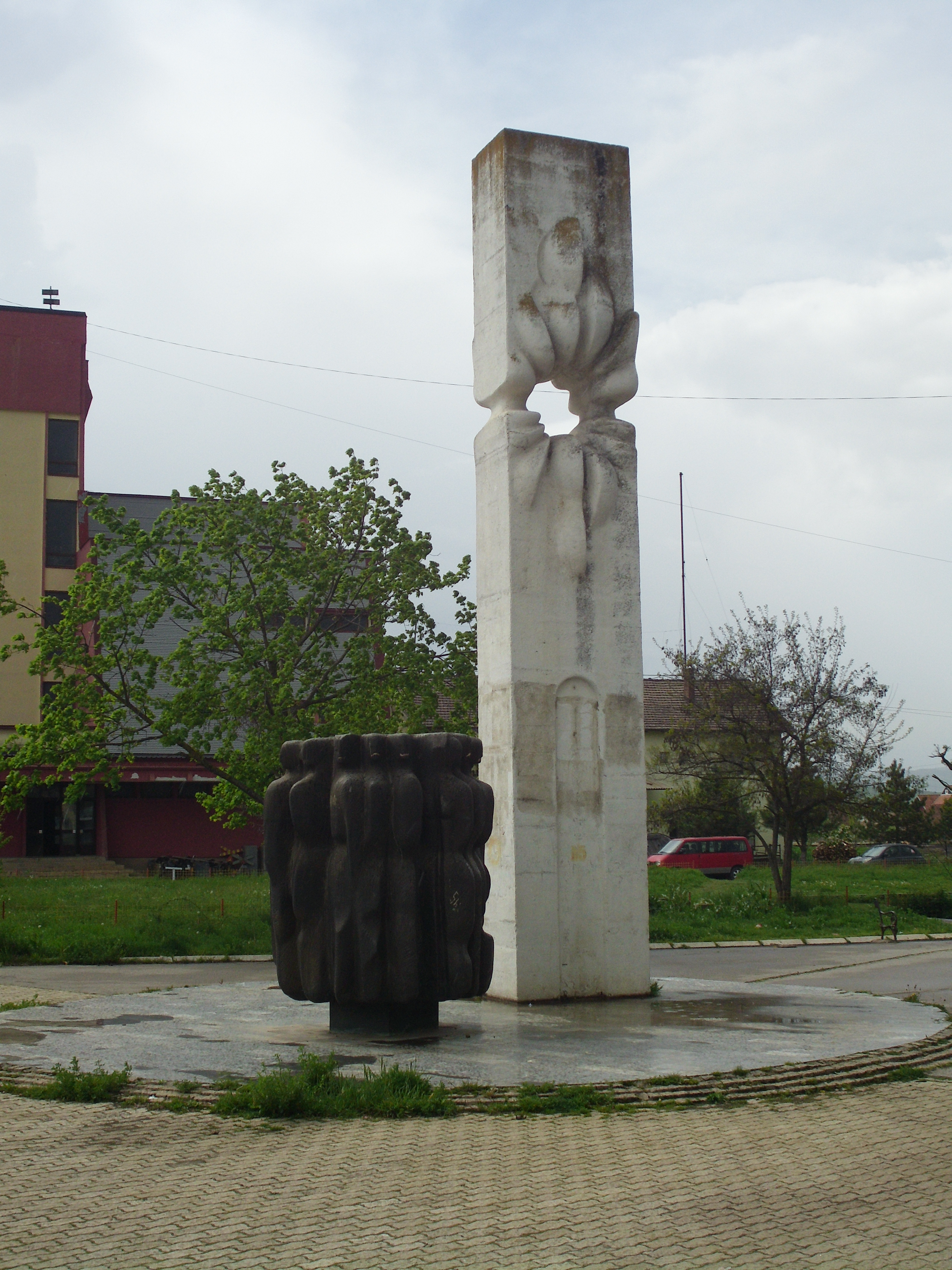
Brutalistický památník v obci.

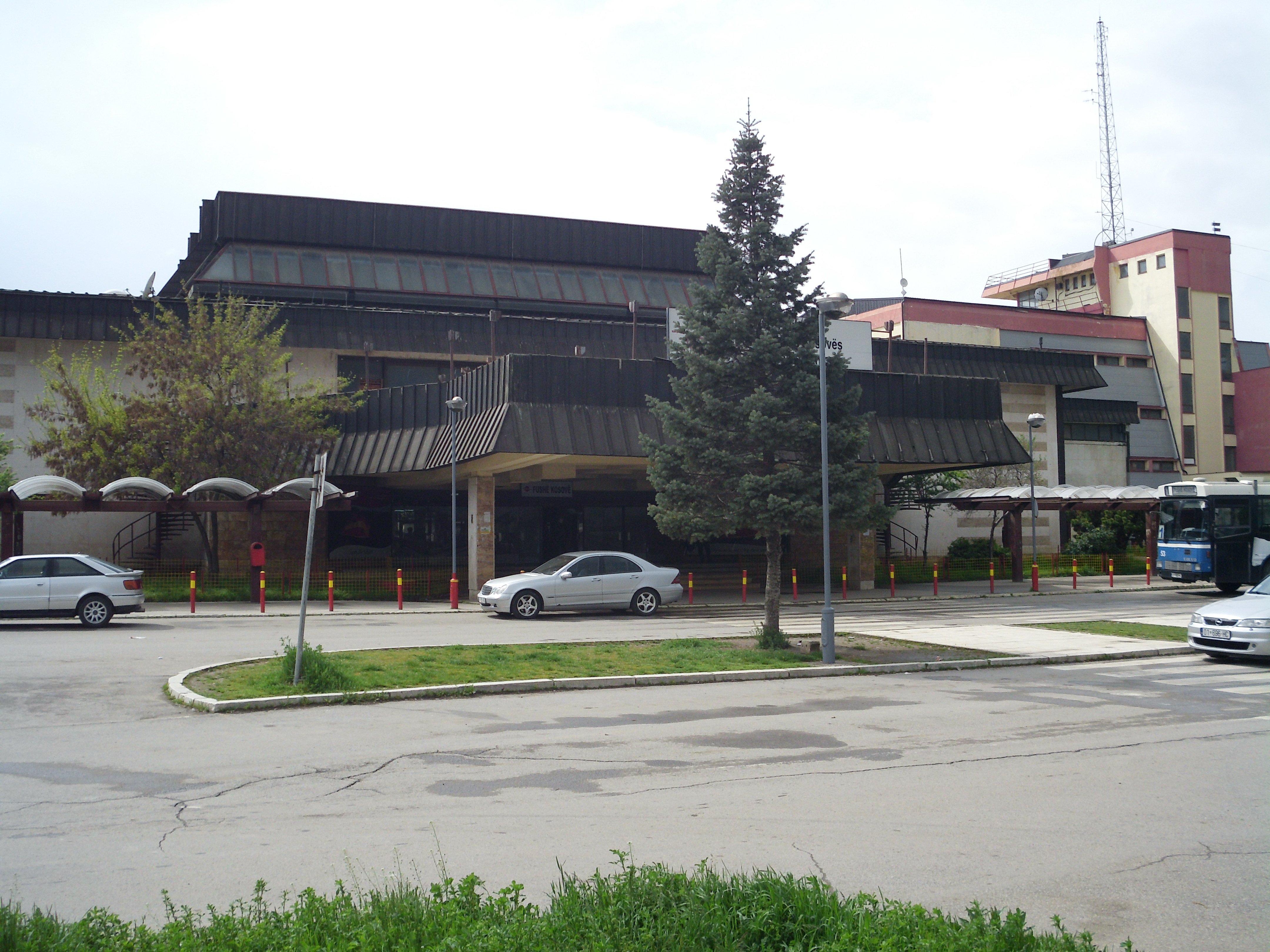
Budova nádraží.

V blízkosti města se nachází také Gazimestan, místo bitvy na Kosově Poli a hrobka sultána Murada I. Město mělo také svůj kulturní dům, v rámci kterého fungovalo i kino, nicméně po válce v Kosovu byla budova víceméně využívána pro potřeby místních politických stran a původní kulturní program se zde již neobnovil. 

## Ekonomika
Východně od města se směrem k Prištině nachází průmyslová zóna, jejíž rozvoj začal již v dobách existence SFRJ. Další průmysl stojí při budově místního nádraží, např. velké obilné silo s průmyslovým podnikem na výrobu mouky, který patřil k nejvýkonnějším na území bývalé Jugoslávie. 
Okolí města je intenzivně zemědělsky využíváno. 60 % plochy obce je obděláváno. Na území města se nachází dva povrchové doly, a to Goleš a Strezovce.

## Doprava
V Kosově Polji se nachází hlavní železniční stanice pro celé Kosovo. Železniční spojení odsud vede do Peći, do Kosovské Mitrovice, Uroševace a do Prištiny (ačkoliv spojka do kosovské metropole má jen velmi omezený dopravní význam).
Po kosovské válce v rámci modernizace místní dopravní sítě byly vybudovány nové silnice a dálnice, které měly za cíl odvést tranzitní dopravu mimo město. Jedna z dálnic (dálnice R7) zde tvoří jižní obchvat Prištiny a druhá (dálnice R6) spojuje hlavní město Kosova s Kačanikem a Skopje v Severní Makedonii. 

## Sport
Ve městě působí fotbalový tým KF Fushë Kosova který hraje na malém stadionu v centru města. 

## Zdravotnictví
V lokalitě Brejse se nachází zdravotnické zařízení. Dříve byla lékařská péče segregovaná, kdy toto zařízení využívali výhradně místní kosovští Srbové pod dohledem ruských jednotek KFOR.